# John Little
John Little (Calgary, Kanada 1930. július 8. – 2017. január 18.) válogatott skót labdarúgó, hátvéd.

## Pályafutása
1948 és 1951 között a Queen's Park labdarúgója volt. 1951 és 1962 között a Rangers csapatában játszott, ahol öt bajnoki címet és két skót kupa győzelmet ért el az együttessel. 1962-63-ban a Morton játékosa volt. 1953-ban egy alkalommal szerepelt a skót válogatottban.

## Sikerei, díjai
Rangers
- Skót bajnokság
  - bajnok (5): 1952–53, 1955–56, 1956–57, 1958–59, 1960–61
- Skót kupa
  - győztes (2): 1953, 1960